# Junior H
Antonio Herrera Pérez (San Juan Cerano, Guanajuato,  23 de abril de 2001),  más conocido como Junior H, es un cantante y compositor mexicano.  Se especializa en el subgénero de corridos tumbados, popularizando el género con sus primeros álbumes de estudio.

## Biografía
Antonio Herrera Pérez nació el 23 de abril de 2001, en San Juan Cerano, Guanajuato en donde vivió su niñez hasta la edad de 15 años cuando junto con su familia se mudó al estado de Utah, Estados Unidos. Por motivos laborales de su padre, mientras estudiaba la secundaria, trabajó como cocinero en Wendy’s. Aprendió a tocar distintos instrumentos junto a sus hermanos, entre ellos el acordeón y la guitarra viendo videos en internet, aunque después se inclinó más hacia las guitarras y el micrófono. Según sus palabras, en sus ratos libres, componía y grababa canciones en privado y por pena a que se burlaran lo mantuvo en secreto, junto a su pasión por la lucha libre, un día por hobbie, decidió subir varias de sus canciones en YouTube bajo el nombre de «Junior H». Alejado de las redes por un mes sin saber nada de sus canciones subidas, un día por curiosidad, mientras trabajaba, se metió a revisar sus videos en YouTube y al ver que su sencillo "No he Cambiado" tenía más de dos millones de visualizaciones y varios comentarios de apoyo, hizo que se enfocara más en este proyecto musical independiente.

## Carrera
El 2 de febrero de 2019, estrenó su álbum debut Mi Vida en un Cigarro, contando con nueve canciones, entre ellas venía su primer reconocido sencillo «No Eh Cambiado» y otras canciones como «Mi Vida En Un Cigarro» y «El De La Chevy». Ese mismo año, contactado por el empresario Jimmy Humilde, entró a la compañía discográfica chicana independiente Rancho Humilde, donde conoció al también cantante Natanael Cano, con el que colaboró en el sencillo «Disfruto Lo Malo» dentro del álbum Corridos Tumbados, álbum que incluye su éxito «Ella», canción escrita por el mismo.
En 2020, lanzó su segundo álbum de estudio titulado Atrapado en un Sueño, que cuenta con sus más reconocidos sencillos, «Mente Positiva», «Atrapado en un Sueño» y «Jueves 10», superando los cien millones de reproducciones en plataformas. El álbum estuvo posicionado en el Top 5 de los mejores álbumes latinos 2020 de la lista de Billboard.  Más tarde ese mismo año, el 2 de septiembre, lanzaría dos álbumes ese mismo día titulados Musica <3 y Cruisin' with Junior H, que incluirían doce canciones en cada álbum.
El 18 de diciembre, junto con Natanael Cano y el cubano Ovi, lanzan el álbum Las 3 Torres, incluyendo dieciséis canciones.
El 12 de febrero de 2021, lanzó $ad Boyz 4 Life con dieciséis canciones, cuyas letras hablan de amor y desamor. En menos de 24 horas, el álbum logró posicionarse en el Top 1 de álbumes latinos de Apple Music. Algunos de sus reconocidos sencillos del álbum son: «La Bestia», «160 Gramos» y «Me Consume».
El 7 de febrero de 2022, anunció y reveló la lista de canciones de su séptimo álbum de estudio titulado Mi Vida En Un Cigarro 2, siendo la continuación de su primer álbum, fue lanzado oficialmente el 11 de febrero.
Meses después, el artista anunció estar trabajando en un nuevo álbum pero este contenía canciones de trap, el cual sería su primer y único trabajo de ese género (dicho por el mismo cantante). En octubre, reveló la fecha del lanzamiento de su álbum que sería el 11 de noviembre, aunque días después lo cambio a una fecha más tardía que sería la oficial, del 23 de noviembre de ese mismo año. A finales de 2022, sería lanzado con el nombre Contingente en el cual contiene doce canciones, con colaboraciones con otros artistas conocidos como Alemán, Big Soto, Ovi, la cantante chilena-estadounidense Paloma Mami, la cantante mexicana-estadounidense Snow Tha Product, entre otros.
En 2023, Junior H colaboró con el músico y cantante mexicano Peso Pluma en varias canciones; "El Azul", "El Tsurito", "Luna", "Bipolar" y "Lady Gaga", este último había alcanzado el puesto número 1 en las listas Mexico Songs y Hot Latin Songs, haciendo el debut de Junior H en ambas listas. El 1 de agosto de 2023, tres de los álbumes de estudio de Junior H fueron certificados platino por la RIAA; Cruisin' with Junior H (5x), Mi Vida En Un Cigarro 2 (3x) y $ad Boyz 4 Life (1x) obtuvieron la certificación platino, y Musica <3 posteriormente también obtuvo la certificación platino el 21 de septiembre de 2023.
El 5 de octubre de 2023, lanzó su octavo álbum de estudio $ad Boyz 4 Life II, que se anunció por primera vez a través de su cuenta de Instagram. Este trabajo es la continuación del álbum $ad Boyz 4 Life.
El 16 de febrero de 2024 lanzó su sencillo «A tu manera» en colaboración con el músico y cantante mexicano Peso Pluma.
El 9 de mayo lanzaría otro sencillo en colaboración con el grupo Eslabón Armado y Peso Pluma, titulado «La Durango»

## Estilo
Junior H es conocido por ser uno de los "pioneros" del subgénero de corridos tumbados, también conocidos como trap corridos. También ha sido influenciado por una mezcla de música trap latino, reguetón y hip hop, géneros que suele combinar en su música.
Las letras que escribe Junior H suelen tratar sobre la ruptura de relaciones.

## Discografía

### Álbumes de estudio
- Mi Vida en un Cigarro
- Atrapado en un Sueño
- Cruisin' with Junior H
- Música <3
- $ad Boyz 4 Life
- Mi Vida en un Cigarro 2
- Contingente
- $ad Boyz 4 Life II

### Colaboración
- Las 3 Torres (con Natanael Cano y Ovi).
- Corridos Tumbado (varios artistas)
- Delincuencia Organizada (varios artistas)

## Premios y nominaciones
| Premios                               | Año  | Categoría                                     | Nominado                                                                       | Resultado | Ref.   |
| ------------------------------------- | ---- | --------------------------------------------- | ------------------------------------------------------------------------------ | --------- | ------ |
| Premios Billboard de la Música Latina | 2021 | Artista Regional Mexicano del Año             | El mismo.                                                                      | Nominado  | [ 17 ] |
| Premios Billboard de la Música Latina | 2021 | Álbum regional mexicano del año.              | Atrapado En Un Sueño.                                                          | Nominado  | [ 17 ] |
| Premios Billboard de la Música Latina | 2022 | Artista Regional Mexicano del Año.            | El mismo.                                                                      | Nominado  | [ 18 ] |
| Premios Billboard de la Música Latina | 2022 | Álbum Regional Mexicano del Año               | Mi Vida en un Cigarro 2.                                                       | Nominado  | [ 18 ] |
| Premios Billboard de la Música Latina | 2023 | Artista masculino del año de Hot Latin Songs. | El mismo.                                                                      | Nominado  | [ 19 ] |
| Premios Billboard de la Música Latina | 2023 | Artista Regional Mexicano del Año.            | El mismo.                                                                      | Nominado  | [ 19 ] |
| Premios Tu Música Urbano              | 2022 | Artista Top (Regional Mexicano Urbano).       | El mismo.                                                                      | Nominado  | [ 20 ] |
| Premios Tu Música Urbano              | 2022 | Top canción regional mexicano urbano,         | El mismo.                                                                      | Nominado  | [ 20 ] |
| Premios Tu Música Urbano              | 2023 | Artista Top (Regional Mexicano Urbano).       | "Las 4 ases (Corrido Tumbado)" (con Ovi, Natanael Cano y Herencia de Patrones) | Nominado  | [ 21 ] |